# 朱廷壻
朱廷壻（1615年11月30日—？），字伯倩，號澹園，山西澤州陽城縣人，明朝代藩隰川王府宗籍，隰川懿安王朱遜熮晜孫，明朝宗室進士，奉國中尉。

## 生平
萬曆四十三年（1615年）乙卯十月十一日生。崇禎十二年（1639年）己卯科山西鄉試第五十三名舉人，崇禎十六年（1643年）中式癸未科會試三百四十三名，二甲三十名進士。授行人司行人。崇禎十七年（1644年）十月和王緒弘計劃起兵陽城失敗，隆武二年（1646年）改名張大海起兵收復同官，後事不詳。

## 家族
曾祖朱聰㵬，封奉國將軍。祖父朱俊楰，封鎮國中尉，管理隰川王府事。父朱充醟，封輔國中尉，萬曆二十七年（1599年）因捐粟賑荒獲旌表。